# Juan Cruz Ochoa
Juan Cruz Ochoa López (Pamplona, España; 4 de marzo de 1979) es un exfutbolista español que jugaba como defensa central.

## Trayectoria
Criado en la localidad riojana de Calahorra, se formó en las canteras del C.D. Alfaro y C.D. Calahorra. Con los rojillos, formando pareja en el centro de la defensa con Carlos Cuéllar, rozó el ascenso a 2.ª División tras debutar la temporada anterior en 2.ªB.
La buena temporada con el C.D. Calahorra le permitió fichar por el Deportivo Alavés "B" (2.ªB), llegando a la primera plantilla de 1.ª División la temporada siguiente. En verano de 2004 el club comunicó que no renovaba el contrato de Ochoa. Fichó como agente libre por el C.D. Numancia de Soria, recién ascendido a 1.ª División, donde permaneció dos temporadas sumando 64 partidos de liga.
En la temporada 2006-2007 firmó por Real Murcia C.F. (2.ª), consiguiendo el ascenso en la primera temporada. Aunque el paso por la categoría fue efímero, Ochoa permaneció en el club pimentonero durante las siguientes 2 temporadas en 2.ª, hasta el descenso de la temporada 2009-2010 a 2.ªB.
Desvinculado del conjunto pimentonero fichó por la S. D. Huesca donde militó temporada y media en la Segunda División de España, siendo despedido en enero de 2012. En septiembre de 2012 fue contratado por el Orihuela C.F. (2.ªB) por una temporada, sin poder evitar el descenso del club amarillo.
Tras no encontrar equipo en el verano de 2013 fue a jugar en octubre al belga K.A.S. Eupen (2.ª División), donde permaneció durante dos temporadas sumando 5 goles en 48 partidos. En verano de 2015 regresó a España al no ser renovado por los pandas, viviendo su última aventura profesional en 3.ª División en las filas del C.F. Lorca Deportiva colgando las botas al final de la temporada.

## Clubes
| Club                   | Temporadas |
| ---------------------- | ---------- |
| C.D. Calahorra         | 1999-2001  |
| Deportivo Alavés B     | 2001-2002  |
| Deportivo Alavés       | 2001-2004  |
| C.D. Numancia de Soria | 2004-2006  |
| Real Murcia C.F.       | 2006-2010  |
| S. D. Huesca           | 2010-2012  |
| Orihuela C.F.          | 2012-2013  |
| K.A.S. Eupen           | 2013-2015  |
| C.F. Lorca Deportiva   | 2016       |